# Pseudochalcura pauca
Pseudochalcura pauca är en stekelart som beskrevs av John M. Heraty 1986. Pseudochalcura pauca ingår i släktet Pseudochalcura och familjen Eucharitidae. Inga underarter finns listade i Catalogue of Life.